# Scott Haze

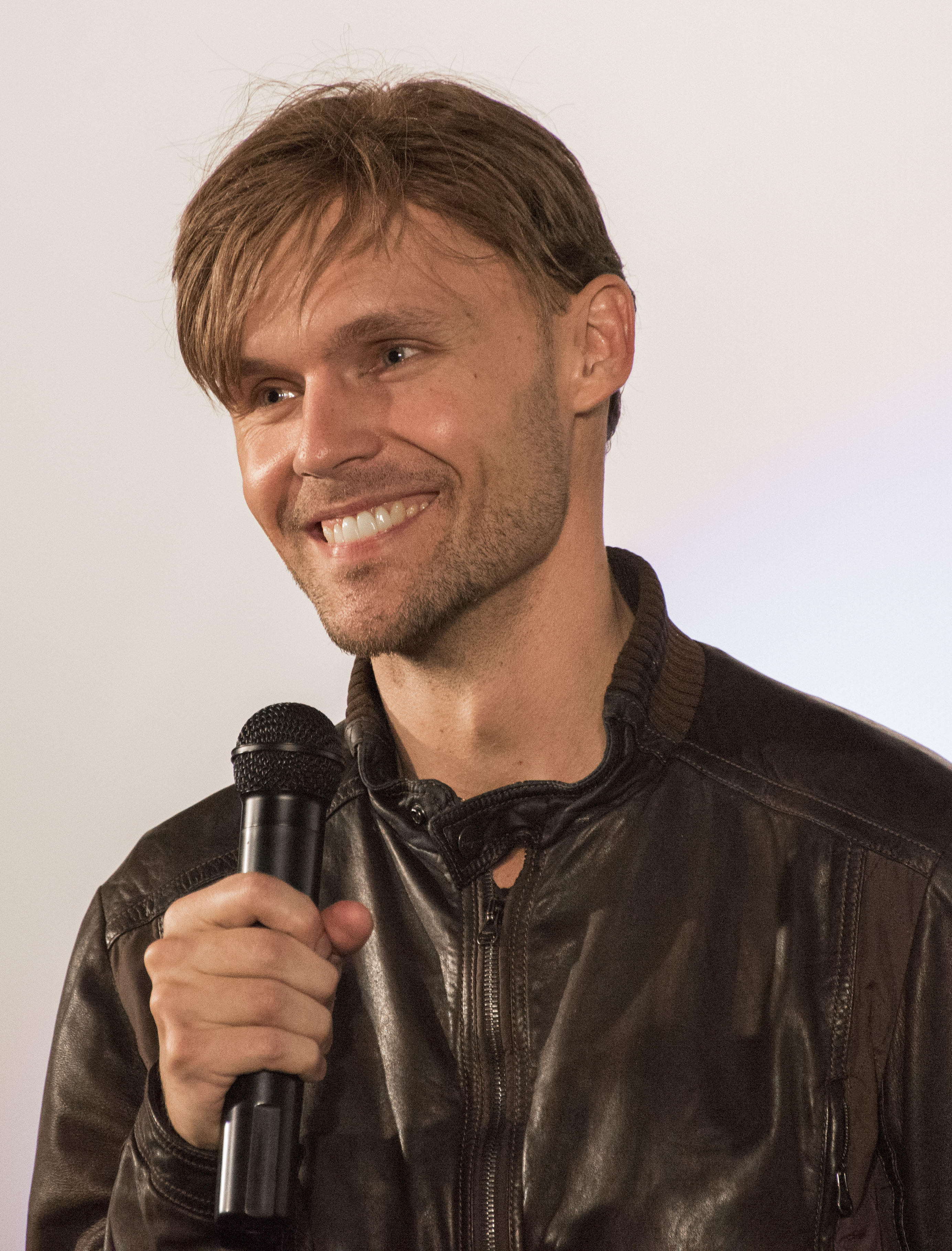
Scott Haze bei der Premiere des Films Child of God im Rahmen der New York Film Critics Series im Juli 2014

Scott Haze (* 1980/1981 in Dallas, Texas) ist ein US-amerikanischer Schauspieler.

## Leben
Der ursprünglich aus Texas stammende Scott Haze erhielt seine Ausbildung an dem von Robert Carnegie und Sanford Meisner gegründeten Stella Adler Conservatory und dem Playhouse West in Los Angeles. Erstmals stand Haze für die im Jahr 2006 veröffentlichte Filmkomödie Danny Roane: First Time Director von Andy Dick vor der Kamera, in der er den Patienten einer Entzugsklinik spielte. Für den Mystery-Horrorfilm Prey 4 Me, der 2007 veröffentlicht wurde, schrieb er das Drehbuch. In dem Kurzfilm The Taste of Copper aus dem Jahr 2012 war Haze in der Rolle von Daniel zu sehen. 2015 folgte der Dokumentarfilm Mully über den afrikanischen Philanthropen Charles Mully, bei dem er auch als Regisseur und Produzent fungierte und für den er mehrfach ausgezeichnet wurde.
Im Film Child of God von James Franco, einer Adaption des gleichnamigen Romans von Cormac McCarthy, der im August 2013 bei den Filmfestspielen von Venedig vorgestellt wurde, erhielt Haze die Rolle von Lester Ballard, einem Kriminellen, der von der Gesellschaft verstoßen wurde. Dort war er als bester Schauspieler für den Volpi Cup nominiert. Beim Hamptons International Film Festival wurde er für diese Rolle als bester Nachwuchsdarsteller ausgezeichnet. In Vorbereitung auf seine Rolle lebte Haze längere Zeit in einer Hütte im Wald von Sevierville in Tennessee und in Höhlen und verlor sehr an Gewicht. Darauf angesprochen erklärte Haze: „Ich habe 20 Kilo abgenommen und nur von Äpfeln und Fisch gelebt.“ Im Jahr 2013 wurde Haze von der Branchenzeitschrift Variety auch zu einem von zehn Actors To Watch bestimmt.
Auch hiernach war Haze in einer Reihe von Francos Filmen zu sehen, als dessen bester Freund und Muse er gilt und auch mit diesem zusammenlebt, so in The Sound and the Fury, Stürmische Ernte – In Dubious Battle, The Institute und in Future World. Größere Rollen erhielt Haze auch in Francos bislang noch unveröffentlichten Filmen Zeroville und The Long Home. Mit Franco hatte er gemeinsam auch verschiedene Male vor der Kamera gestanden, so für den Film The Safe – Niemand wird verschont aus dem Jahr 2017.
Ebenfalls 2017 spielte Haze in Thank You for Your Service von Jason Dean Hall den Soldaten Michael Adam Emory und übernahm in No Way Out – Gegen die Flammen von Joseph Kosinski mit Clayton Whitted die Rolle einer der 19 Feuerwehrleute, die bei einem Waldbrand in Yarnell Hill im Jahr 2013 ums Leben kamen. Auch für Thank You for Your Service hatte sich Haze intensiv auf die Rolle des Soldaten vorbereitet. Darauf angesprochen sagte er: „I look at these roles like an athlete.“
Haze schrieb das Drehbuch für den Dokumentarfilm Ghost & Goblins. Es handelt sich um den ersten Langfilm bei dem Haze auch als Kameramann fungiert. Er ist auch Gründer der Rattlestick West Theater Company und Gründer und Eigentümer eines Theaters in North Hollywood. Er benannte das von ihm im Jahr 2006 gegründete Sherry Theater nach seiner Mutter.

## Filmografie (Auswahl)
Als Schauspieler
- 2011: Post
- 2013: Child of God
- 2014: The Sound and the Fury
- 2015: Mully (Dokumentarfilm)
- 2016: Stürmische Ernte – In Dubious Battle (In Dubious Battle)
- 2016: Midnight Special
- 2017: The Institute
- 2017: Actors Anonymous
- 2017: Tenn
- 2017: Thank You for Your Service
- 2017: The Safe – Niemand wird verschont (The Vault)
- 2017: No Way Out – Gegen die Flammen (Only the Brave)
- 2018: Future World
- 2018: Venom
- 2019: Zeroville
- 2020: Minari – Wo wir Wurzeln schlagen (Minari)
- 2021: Wild Indian
- 2021: 12 Mighty Orphans
- 2021: What Josiah Saw
- 2021: Old Henry
- 2021: Antlers
- 2022: Jurassic World: Ein neues Zeitalter (Jurassic World Dominion)
- 2022: Sound of Freedom
- 2023: The Seeding
- 2024: Red Right Hand
- 2024: Horizon: An American Saga

Als Regisseur und Produzent
- 2015: Mully

## Auszeichnungen (Auswahl)
Austin Film Festival
- 2015: Auszeichnung mit dem Publikumspreis – Dokumentarfilme (Mully)

Hamptons International Film Festival
- 2013: Auszeichnung als Bester Nachwuchsdarsteller (Child of God)

Internationale Filmfestspiele von Venedig
- 2013: Nominierung als Bester Schauspieler für den Volpi Cup (Child of God)